# ベルサイユは愛に燃えた
『ルパン三世 ベルサイユは愛に燃えた』は1979年9月17日に日本テレビ系列で放送された連続テレビアニメシリーズ『ルパン三世』のエピソードである。この年10月からアニメ版の放送が予定されていた池田理代子原作『ベルサイユのばら』とのコラボレーション作品。
放送100回記念として視聴者からアイデアを募集し、その中から採用されたものである.

## ストーリー
ルパンは、貴族社会の復活を企む秘密結社「黒百合党」の幹部の若者・オスカルと手を組んで、マリー・アントワネットの宝冠をベルサイユ宮殿から盗み出す作戦に着手する。男とは思えぬオスカルの美貌にメロメロになるルパンを次元と五ェ門は危ぶむが、作戦は見事成功した。しかしオスカルはルパンも黒百合党も裏切り、宝冠を独り占めして逃走。追いかけるルパンは、オスカルの秘密と隠された目的を知る事になる。

## 登場人物

### メインキャラクター
- ルパン三世 - 山田康雄
- 次元大介 - 小林清志
- 石川五ェ門 - 井上真樹夫
- 銭形警部 - 納谷悟朗

### オリジナルキャラクター
- オスカル - 二木てるみ

貴族社会の復活を企む秘密結社「黒百合党」の幹部。麗しき美形の若者だが、実は男装した女性。ルパンは劇中で女であるとは気づかずにオスカルに惚れかけており、次元や五右ェ門も戸惑いを見せていた。『ベルサイユのばら』には見られない女性語を途中から話し、偶然ルパンの肘が胸に当たった時は、胸を両腕で覆うなどの恥じらいも見せている。マリー・アントワネットの宝冠の所在を教えて、ルパンにそれを盗ませ折半にするという提案をするが、成功したルパンを睡眠ガスで眠らせて葬り去ろうとし、「黒百合党」をも裏切って宝冠の独占を図る。ルパンの助力で危難を脱した後、アントワネットの呪いで石にされたという伝説のある兵士の石像の前で、宝冠を賭けてルパンと1対1の決闘を行う。剣術に長けたオスカルが有利だったが、五右ェ門の斬鉄剣を借りたルパンはオスカルの服を切り裂き、その裸身を見て初めてオスカルが女性であることを知った。オスカルの真の目的は、宝冠の中の青真珠の1粒に封入された秘薬を飲んで、石化した永遠の恋人アンドレの許に行くことであった。ルパンに「あなたは世界で2番目に好きな人」と礼を言い、薬を飲んだオスカルの体は、アンドレの石像に寄り添いながら石化。望み通りアンドレと永遠に添い遂げることになった。
- アンドレ

オスカルの恋人。マリー・アントワネットの怒りを買い、石化の秘薬で石にされ、ノルマンディーの海岸に石像として飾られている。
- ジャン - 塩見竜介

「黒百合党」の党首。マリー・アントワネットの宝冠を手に入れようとするも、オスカルの裏切りに激怒して刺客を差し向ける。しかしルパンの協力で刺客は返り討ちに遭い、その勢いでアジトに飛行機で突っ込まれ、壁と飛行機のサンドイッチになって失神。ルパンに「貴族社会を復活しようなんて、鬘をかぶって若ぶるより悪い冗談」と笑われた。

## スタッフ
- 原作 - モンキー・パンチ